# Arriaga (Chiapas)
Arriaga é um município do estado do Chiapas, no México.